# Matt Bennett
Matthew Hank "Matt" Bennett (Massapequa, 13 de novembro de 1991) é um ator, cantor e escritor americano. Ele é mais conhecido por ter interpretado o papel de Robbie Shapiro na sitcom de comédia Victorious e por ter tido uma participação especial, interpretando a mesma personagem, em Sam & Cat, ambas da Nickelodeon. Bennet também é conhecido por ter estrelado The Virginity Hit, um filme produzido por Will Ferrell.

## História
Bennett começou sua carreira de ator em um episódio da série de comédia no Comedy Central, Michael & Michael Have Issues, no papel de Greg, "o estagiário". De 2010 a 2013, Bennett interpretou a personagem Robbie Shapiro em Victorious, um seriado da Nickelodeon. Ele coescreveu uma curta-metragem, Text Me, com Bayou Bennett e Daniel Lir, em 2010. Bennet estrelou igualmente em The Virginity Hit, lançado em setembro de 2010. Em 2015, teve uma participação no videoclipe de "One Last Time" da Ariana Grande, antiga colega sua da série Victorious.
Em 2018, fez uma participação na série Grey's Anatomy interpetando Steve 

## Carreira musical
Bennett lançou um EP em 20 de maio de 2012 intitulado "Warm Fuzzies", com 5 faixas que ele mesmo escreveu:
| Edição padrão |                          |                |         |  |
| N.º           | Título                   | Compositor(es) | Duração |  |
| 1.            | "(I Think You're) Swell" | Matt Bennett   | 3:46    |  |
| 2.            | "I Love My Guitar"       | Matt Bennett   | 3:05    |  |
| 3.            | "Pet Your Cat"           | Matt Bennett   | 3:02    |  |
| 4.            | "Got You Got Me"         | Matt Bennett   | 1:46    |  |
| 5.            | "Tom Hanks Fan Club"     | Matt Bennett   | 6:34    |  |

## Filmografia

### Cinema
| Ano  | Título                                | Papel            | Notas          |
| ---- | ------------------------------------- | ---------------- | -------------- |
| 2009 | Text Me                               | Noah             | Curta-metragem |
| 2010 | The Virginity Hit                     | Matt             |                |
| 2011 | Bridesmaids                           | Enteado de Helen |                |
| 2011 | The Death and Return of Superman      | Superboy         | Curta-metragem |
| 2015 | Me and Earl and the Dying Girl        | Scott Mayhew     |                |
| 2015 | The Stanford Prison Experiment        | Kyle Parker      |                |
| 2015 | Manson Family Vacation                | Buddy Holly      |                |
| 2015 | Me Him Her                            | Bones            |                |
| 2018 | Don't Worry, He Won't Get Far on Foot | Editor #2        |                |

### Televisão
| Ano       | Título                        | Papel          | Notas                                             |
| --------- | ----------------------------- | -------------- | ------------------------------------------------- |
| 2009      | Totally for Teens             | Jamie          | Filme de TV                                       |
| 2009      | Michael & Michael Have Issues | Greg           | Episódio: "Greg the Intern"                       |
| 2010-2013 | Victorious                    | Robbie Shapiro | 56 episódios                                      |
| 2011-2012 | iCarly                        | Robbie Shapiro | 2 episódios                                       |
| 2014      | Sam & Cat                     | Robbie Shapiro | Episódio: "#The Great Tuna Jump: Reunion Special" |
| 2015      | Shameless                     | Wiley          | Episódio: "Carl's First Sentencing"               |
| 2015      | The Big Bang Theory           | Josh Wolowitz  | Episódio: "The Fortification Implementation"      |
| 2015      | Game Shakers                  | Ele mesmo      | Episódio: "Tiny Pickles"                          |
| 2016      | Fresh Off the Boat            | Corey          | Episódio: "Gotta Be Me"                           |
| 2018      | Grey's Anatomy                | Steve          | Episódio: "Old Scars, Future Hearts"              |
| 2018      | American Vandal               | Gavin Landers  | 4 episódios                                       |
| 2022      | Dynasty                       | Cole           | Episódio: "But a Drug Scandal?"                   |